# Lambiek (stripwinkel)
Lambiek is een stripwinkel in Amsterdam. Op de website van de winkel is er tevens een online naslagwerk genaamd Comiclopedia.

## Geschiedenis
In 1968 kreeg Kees Kousemaker het idee om een boekhandel op te richten, die zich geheel specialiseerde in stripboeken. In november dat jaar begon hij aan de Kerkstraat 104 in Amsterdam Stripantiquariaat Lambiek. Het was de eerste stripwinkel in Europa en wereldwijd de tweede. Hij vernoemde zijn winkel naar het personage Lambik uit Suske en Wiske. De opening werd verricht door Martin Lodewijk. Het embleem op het uithangbord is een uitvergroot prentje uit het Suske en Wiske-album Prinses Zagemeel, waarin Lambik betoverd wordt.

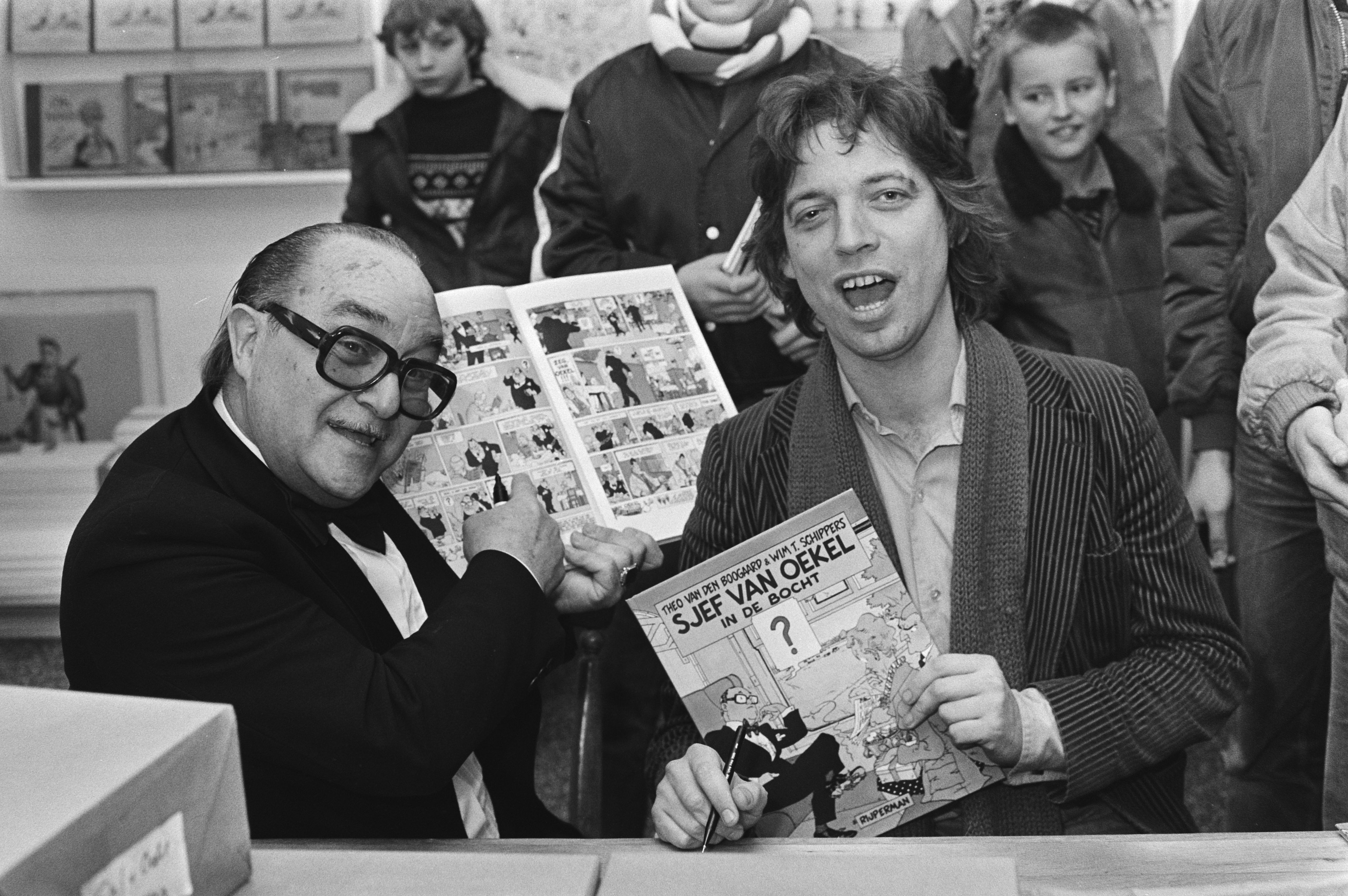
Theo van den Boogaard en Sjef van Oekel in stripwinkel Lambiek

Lambiek begon als algemene stripwinkel, maar specialiseerde zich al snel in undergroundstrips, small pressuitgaven en antiquarische strips. Het werd een ontmoetingsplaats van striptekenaars, waaronder Windig & De Jong, Hanco Kolk & Peter de Wit, Peter Pontiac, Joost Swarte, Gerrit de Jager en Jean-Marc van Tol. Om uit te breiden verhuisde de winkel in 1979 naar Kerkstraat 78. In 1986 opende Kousemaker daar een expositieruimte waarin bekende en minder bekende tekenaars gelegenheid kregen materiaal te exposeren dat de grenzen verkent tussen strips en conventionele kunst. De eerste expositie ging over het invloederijke Amerikaanse striptijdschrift RAW van Art Spiegelman en Françoise Mouly. Andere befaamde exposities in Galerie Lambiek gingen over het werk van Robert Crumb, Will Eisner, Franquin, Loustal, Joost Swarte en Chris Ware. De galerie verkoopt ook originelen, zeefdrukken en posters. 
Lambiek was een van de eerste Nederlandse bedrijven die online gingen. In 1994, bij de Crumb-expo, boden fans aan een site te maken. In daaropvolgende jaren werd die uitgebreid tot 80 pagina's, vooral met expositiemateriaal. In 1999 schaalde Kousemaker deze activiteit op: hij begon met stagiaires en medewerkers biografieën en artwork van stripmakers samen te voegen tot de Comiclopedia, het eerste internationale online naslagwerk over stripmakers. Deze Engelstalige encyclopedie is bedoeld om zo veel mogelijk striptekenaars in kaart te brengen. In 2001 werd de Nederlandse stripgeschiedenis (in een Nederlandse en Engelse versie) toegevoegd aan Lambiek.net: een uitgebreide versie van het naslagwerk dat Kousemaker en zijn vrouw in 1979 publiceerden: Wordt Vervolgd: stripleksikon der Lage Landen. Lambieks Comiclopedia groeit nog steeds onder redactie van medewerker Bas Schuddeboom: de 10.000ste tekenaar werd juli 2008 toegevoegd.
In 2003 verhuisde de winkel naar Kerkstraat 119 en in 2005 naar Kerkstraat 132. Toen de rust was weergekeerd droeg Kousemaker in 2007 de winkel over aan zijn zoon Boris en zijn vriend Klaas Knol, die al sinds begin jaren tachtig in Lambiek werkt. Vanaf dat moment richtte hij zich geheel op de Comiclopedia, waaraan hij veel beeldmateriaal toevoegde. In 2009 werd er kanker bij hem geconstateerd. Kees Kousemaker overleed op 27 april 2010.
In oktober 2015 is de winkel verhuisd naar een kleiner pand op de Koningsstraat 27 (zijstraat Nieuwmarkt) en is de website mobielvriendelijk (responsive) gemaakt.

## Onderscheidingen
Stripantiquariaat Lambiek is diverse malen onderscheiden: 
- 1979 De Zilveren Dolfijn (1979) van de Belgische Strip Klub
- 1995 Will Eisner Retailers Award voor de uitzonderlijke bijdrage aan de internationale stripwereld
- 1999 Kousemaker ontving de P. Hans Frankfurtherprijs van Het Stripschap[6]
- 2020 De comiclopedia werd bekroond met de P. Hans Frankfurtherprijs

Kees Kousemaker werd in 2006 geridderd in de orde van Oranje Nassau voor zijn verdiensten voor de Nederlandse strip.
Klaas Knol ontving in 2010 'als ware ambasseur van de strip' de Hal Foster Award.